# Ingolf Wiegert
Ingolf Wiegert   (Magdeburg, 3 de novembre de 1957) fou un jugador d'handbol alemany que va competir sota bandera de la República Democràtica Alemanya durant les dècades de 1970 i 1980.
Amb la selecció de la República Democràtica Alemanya jugà 225 partits. El 1978 i 1986 guanyà la medalla de bronze al Campionat del món d'handbol. El 1980 va prendre part en els Jocs Olímpics de Moscou, on guanyà la medalla d'or en la competició d'handbol. A nivell de clubs jugà al SC Magdeburg, amb qui guanyà set lligues i quatre copes de la República Democràtica Alemanya i la Copa d'Europa de 1978 i 1981.
El 1980 va ser guardonat amb l'Ordre del Mèrit Patriòtic de plata i el 1984 amb la d'or.